# ویگوشته
ویگوشته (به صربی: Vigošte) یک منطقهٔ مسکونی در صربستان است که در آرییه واقع شده‌است. ویگوشته ۶٫۵۸ کیلومتر مربع مساحت و ۱٬۱۸۰ نفر جمعیت دارد و ۳۵۳ متر بالاتر از سطح دریا واقع شده‌است.